# Guambiano
Le guambiano, aussi appelé misak, namuy wam, nam trik ou moguex est une langue barbacoane parlée dans le Sud-Ouest de la Colombie, dans le département de Cauca par les Guambianos, dont le nombre est estimé à 20 782 personnes.

## Classification
Le guambiano, avec le totoró, forme un sous-groupe des langues barbacoanes. Cependant ces deux parlers sont souvent considérés comme n'étant que deux dialectes d'une seule langue. 
À l'intérieur du barbacoan, le guambiano-totoró (en) et l'awa pit constituent la branche septentrionale de cette famille de langues.

## Phonologie
Les tableaux montrent les phonèmes du guambiano.

### Voyelles
|         | Antérieure | Centrale | Postérieure |
| ------- | ---------- | -------- | ----------- |
| Fermée  | i [i]      |          | u [u]       |
| Moyenne | e [e]      | ə [ə]    |             |
| Ouverte |            | a [a]    |             |

### Consonnes
|               | Bilabiale | Dentale | Latérale | Rétroflexe | Palatale | Vélaire |
| ------------- | --------- | ------- | -------- | ---------- | -------- | ------- |
| Occlusives    | p [p]     | t [t]   |          |            |          | k [k]   |
| Fricatives    |           | s [s]   |          | ʂ [ʂ]      | š [ʃ]    |         |
| Affriquées    |           |         |          | tʂ [t͡ʂ]    | c [t͡ʃ]   |         |
| Nasales       | m [m]     | n [n]   |          |            | ɲ [ɲ]    |         |
| Liquides      |           | r [r]   | l [l]    |            | ʎ [ʎ]    |         |
| Semi-voyelles | w [w]     |         |          |            | j [j]    |         |